# Ludwig Hollonius
Ludwig Hollonius, latinisiert aus ursprünglich Holle (* um 1570 wohl in Höxter; † 1621 in Pölitz) war ein deutscher evangelisch-lutherischer Geistlicher und Dramatiker.

## Leben

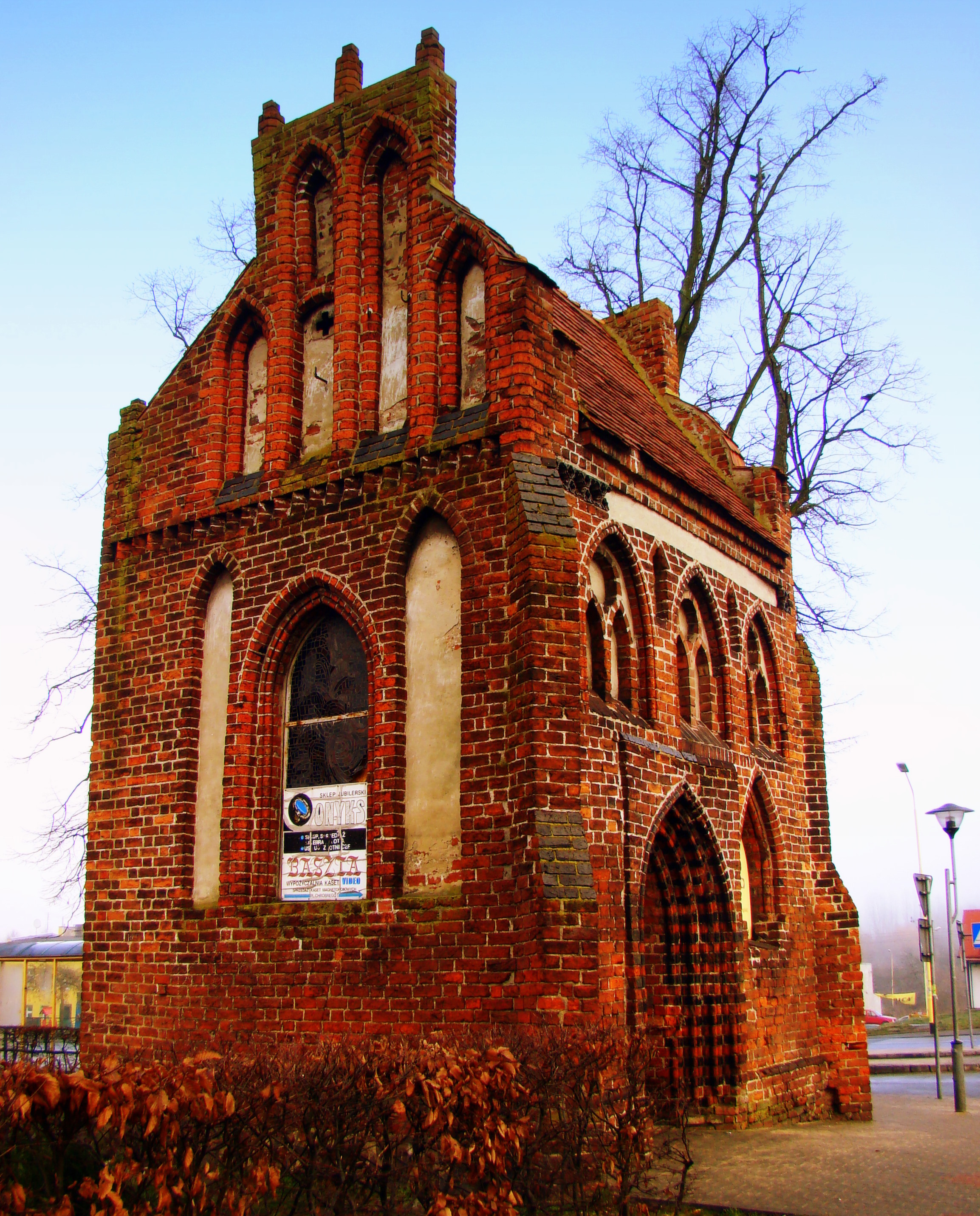
Sakristei der vormaligen Marienkirche von Pölitz aus dem 15. Jahrhundert

Ludwig Hollonius immatrikulierte sich 1590 unter der Herkunftsangabe „Huxariensis“ zum Studium an der Universität Rostock, wo er unter anderen Schüler von David Chyträus war und bis 1594 durch Beiträge zu Veröffentlichungen, nachgewiesen im VD 16, belegt ist. 1595 erschien in Greifswald seine Leichenpredigt zum Ableben des pommerschen Generalsuperintendenten Jacob Runge sowie weitere verzeichnete Gelegenheitsschriften. 1596 war Hollonius Pastor in Braunsforth bei Stargard. 1597 wurde er Pastor an der Marienkirche in Pölitz am Haff nördlich Stettin in Pommern (die alte backsteingotische Marienkirche wurde 1896 bis auf die Sakristei abgerissen und durch einen neugotischen Neubau an anderer Stelle ersetzt). Der Stettiner Rat hatte Hollonius auf diese Stelle als Nachfolger für den abgesetzten Pastor Johannes Froböse berufen.
Hollonius wirkte als Lyriker und Dramatiker an der Wende vom 16. Jahrhundert zum 17. Jahrhundert im Übergang von Spätrenaissance zu Barock in Nordostdeutschland; seine Werke nehmen teilweise spätere Entwicklungen des Barock vorweg. 1612 wurde er mit der Dichterkrone als poeta laureatus geehrt. Durch wen diese Ehrung wo erfolgte, ist nicht bekannt.
Als sein Hauptwerk gilt die Erziehungskomödie Somnium vitae humanae. Ein Exemplar des lange verschollen geglaubten Erstdrucks dieser sozialgeschichtlichen Quelle ersten Ranges von 1605 konnte in den 1990er Jahren von der Herzog August Bibliothek erworben werden.

## Werke
- Freimut. Stettin 1603.
- Somnium vitae humanae. Das ist: Ein Newes Spiel: Darin Aus einer lustige[n] geschicht von Philippo Bono, für hundert unnd acht unnd dreissig Jahren/ einem Weisen/ Frommen und Mechtigen Hertzogen der Burgunder unnd Niederländer etc. Gleich in einem Spiegel gezeiget wird/ das unser zeitlichs leben … nur ein … Traum sey / Gestellet durch Ludovicum Hollonium, Predigern … in Stedtlin Pölitz. Stettin, Rhete 1605.
 Ausgaben:
  - Franz Spengler (Hrsg.): Somnium vitae humanae. Ein Drama von Ludwig Hollonius. 1605. (= Neudrucke deutscher Literaturwerke des 16. und 17. Jahrhunderts. Nr. 95) Niemeyer, Halle a.d.S. 1895.
  - Digitalisate bei Hathi Trust
  - Dorothea Glodny-Wiercinski (Hrsg.): Somnium vitae humanae: Drama. Text u. Materialien zur Interpretation. (= Komedia. Band 16.) De Gruyter, Berlin 1970.